# Bignicourt
Bignicourt ist eine französische Gemeinde mit 66 Einwohnern (Stand 1. Januar 2022) im Département Ardennes in der Region Grand Est (vor 2016 Champagne-Ardenne). Sie gehört zum Arrondissement Rethel und zum Kanton Château-Porcien. 
Nachbargemeinden sind Annelles im Norden, Ménil-Annelles im Nordosten, Ville-sur-Retourne im Osten, Cauroy im Südosten, La Neuville-en-Tourne-à-Fuy im Südwesten und Juniville im Westen.

## Bevölkerungsentwicklung
| Jahr      | 1962 | 1968 | 1975 | 1982 | 1990 | 1999 | 2008 | 2019 |
| --------- | ---- | ---- | ---- | ---- | ---- | ---- | ---- | ---- |
| Einwohner | 103  | 88   | 78   | 74   | 73   | 64   | 63   | 68   |

## Sehenswürdigkeiten

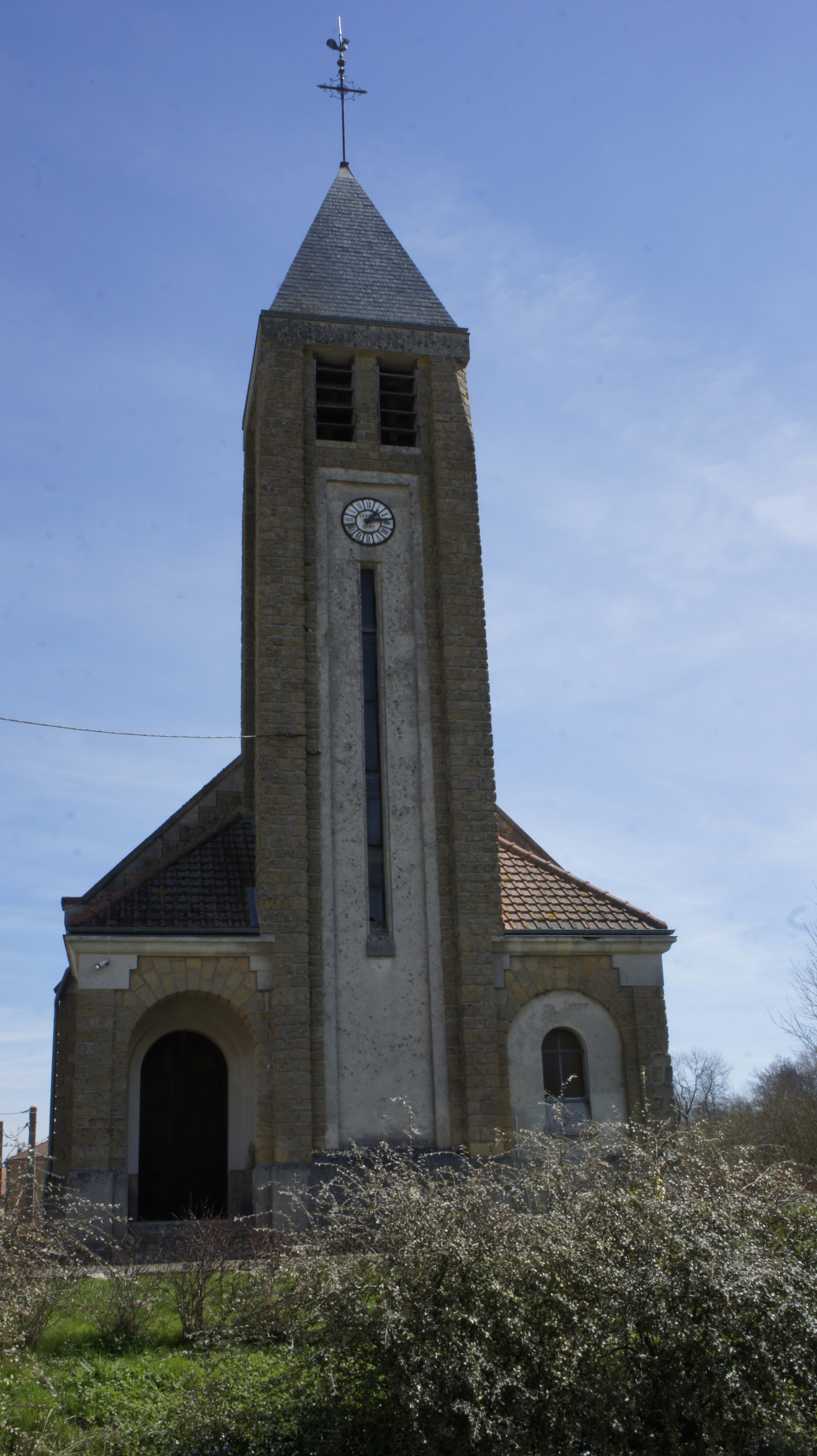
Kirche Saint-Louis

- Kriegerdenkmal
- Kirche Saint-Louis